# شلل العصب المتوسط
تؤدي الإصابات في منطقة الذراع، والساعد والرسغ إلى عدد متنوع من الاضطرابات العصبية. يمثل شلل العصب المتوسط إحدى هذه الاضطرابات. يتحكم العصب المتوسط في معظم عضلات الساعد. يُعتبر العصب مسؤولًا عن حركة تبعيد الإبهام، وثني اليد عند الرسغ وثني السلامى الإصبعية للأصابع، ويمثل العصب الحسي للأصابع الثلاثة الأولى، إلخ. نظرًا إلى الدور الرئيسي للعصب المتوسط، يُطلق عليه اسم عين اليد. قد تؤدي حالات تلف العصب المتوسط إلى خسارة القدرة على تبعيد الإبهام وثنيه بسبب شلل العضلات الرانفة. يمكن ظهور مجموعة متنوعة من الأعراض الأخرى القابلة للتصحيح عن طريق الجراحة أو نقل الوتر. شهدت عمليات نقل الوتر نجاحًا كبيرًا في استعادة الوظيفة الحركية وتحسين النتائج الوظيفية لدى المرضى المصابين بشلل العصب المتوسط.

## العلامات والأعراض
- فقدان القدرة على تبعيد الإبهام أو ثنيه بسبب شلل العضلات الرانفة. يُطلق على ذلك مصطلح «تشوه يد القرد».[3]
- الخسارة الحسية في الإبهام، والسبابة، والوسطى والجانب الكعبري للبنصر.
- ضعف في حركة كب الساعد والرسغ وثني الأصابع.
- صعوبة في أداء أنشطة الحياة اليومية مثل تفريش الأسنان، وربط الأحذية، وإجراء المكالمات الهاتفية، وتدوير مقابض الأبواب والكتابة.

## العلاج
يوصي الأطباء بالعلاج المحافظ أو الجراحة اعتمادًا على شدة الآفة. تشمل الخطوة الأولى من العلاج الراحة وتعديل الأنشطة اليومية التي من شأنها مفاقمة الأعراض. قد تُوصف الأدوية المضادة للالتهاب للمرضى، إلى جانب العلاج الفيزيائي أو الوظيفي، وجبائر المرفق والرسغ وحقن الستيرويدات القشرية. يُعد هذا العلاج الأكثر شيوعًا لمتلازمة النفق الرسغي (سي تي إس). يمكن التعافي دون علاج خاصة في حال وجود انضغاط عند الرسغ، كما هو الحال في «سي تي إس». قد يساعد العلاج الفيزيائي في بناء القوة العضلية، وتقدم الجبائر والدعائم المساعدة اللازمة للتعافي. في متلازمة العضلة الكابة المدورة، على وجه الخصوص، يُوصى في البداية بتثبيت المرفق مع تمارين الحركة ضمن النطاق الخالي من الألم. مع ذلك، قد تتطلب الحالة جراحة تخفيف ضغط في حال مقاومة الأعراض للعلاج واستمرارها بعد 2 إلى 3 أشهر. تشمل الجراحة استئصال الأنسجة أو إزالة الأجزاء العظمية الضاغطة على العصب.
أظهرت عمليات نقل الوتر نجاحًا في استعادة حركة تبعيد الإبهام وثني الإبهام وبقية الأصابع. يجب على الفرد استيفاء مبادئ نقل الوتر التالية من أجل الحصول على النتيجة المرجوة الأمثل: توازن الأنسجة الطبيعي، والمفاصل المتحركة والخلو من الندوب. يجب أيضًا النظر في عدد من العوامل بعد استيفاء المتطلبات السابقة، مثل مطابقة الكتلة العضلية المفقودة، وطول الألياف ومساحة المقطع العرضي، ثم اختيار وحدات الوتر-العضلة المماثلة في الحجم والقوة والسيوح المحتمل.
لدى المرضى المصابين بشلل العصب المتوسط الأدنى، تمثل العضلة المثنية السطحية للوسطى والبنصر أو موسعات الرسغ المقاربة الأمثل للقوة والحركة المطلوبة من أجل استعادة مقاومة الإبهام وحركته الكاملتين. يُعتبر نوع النقل هذا الوسيلة الأفضل لشلل العصب المتوسط في حال لزوم القوة والحركة على حد سواء. في الحالات المتطلبة لحركة الإبهام فقط، تمثل العضلة المخصوصة الباسطة للسبابة النقل الأمثل.
بالنسبة لشلل العصب المتوسط الأعلى، يشكل نقل العضلة العضدية الكعبرية أو العضلة الكعبرية الطويلة الباسطة للرسغ الخيار الأمثل لاستعادة حركة ثني الإبهام المفقودة، ويُعتبر النقل من جانب إلى جانب للعضلة المثنية العميقة لإصبع السبابة ملائمًا عمومًا. يمكن استخدام العضلة الكابة المدورة أو الوحدات العضلية لوتر الكعبرية الطويلة الباسطة للرسغ من أجل استعادة الثني المستقل لإصبع السبابة. تتسم جميع عمليات النقل السابقة بالنجاح نتيجة جمعها بين التوجيه الملائم، وموقع البكرة العضلية وإدخال الوتر.

### إعادة التأهيل
لدى مرضى شلل العصب المتوسط الأعلى، يتراوح زمن التعافي بين أربعة أشهر و2.5 سنة. في البداية، يخضع المرضى للتثبيت في وضعية محايدة للساعد مع ثني المرفق 90 درجة من أجل منع أي إصابات إضافية. بالإضافة إلى ذلك، يُطبق عدد من التمارين الحذرة وتدليك الأنسجة برفق. يتمثل الهدف التالي في التقوية وزيادة المرونة، عادة ما يشمل هذا تمديد الرسغ وثنيه؛ مع ذلك، يجب توخي الحذر من استخدام العضلات المفرط من أجل منع تكرار حدوث الإصابة. في الحالات المتطلبة للجراحة، يركز العلاج ما بعد الجراحة في البداية على تقليل الألم والحساسية في منطقة الشق الجراحي. يجب الوصول إلى قوة القبضة والمرفق الكافية قبل العودة إلى نشاطات ما قبل الجراحة.